# Kevin Owens (pallavolista)
Kevin Owens (Indianapolis, 24 novembre 1991) è un pallavolista statunitense.
Gioca nel ruolo di centrale.

## Carriera

### Club
La carriera di Kevin Owens inizia a livello scolastico, giocando per la Cathedral HS; una volta terminate le scuole superiori, entra a far parte della squadra di pallavolo maschile della Ball State, partecipando alla Division I NCAA dal 2011 al 2014.
Nella stagione 2014-15 firma il suo primo contratto professionistico all'estero, approdando nella Extraliga ceca col Příbram. Approda quindi a Porto Rico, dove ha una breve esperienza coi Capitanes de Arecibo, nella Liga de Voleibol Superior Masculino.
Dopo qualche anno di assenza, torna sui campi di pallavolo in occasione dello NVA Showcase 2017, vestendo la maglia del Team Pineapple. Nel campionato 2018-19 firma per la Durham University, nella Super League inglese.